# Meridià 93 a l'est
El meridià 93 a l'est de Greenwich és una línia de longitud que s'estén des del pol Nord travessant l'oceà Àrtic, Àsia, l'oceà Índic, l'oceà Antàrtic i l'Antàrtida fins al pol Sud.
El meridià 93 a l'est forma un cercle màxim amb el meridià 87 a l'oest. Com tots els altres meridians, la seva longitud correspon a una semicircumferència terrestre, uns 20.003,932 km. Al nivell de l'Equador, és a una distància del meridià de Greenwich de 10.353 km.

## De Pol a Pol
Començant en el pol Nord i dirigint-se cap al pol Sud, aquest meridià travessa:
| Coordenades                             | País, territori o mar        | Notes |
| --------------------------------------- | ---------------------------- | --- |
| 90° 0′ N, 93° 0′ E / 90.000°N,93.000°E  | Oceà Àrtic                   | |
| 80° 50′ N, 93° 0′ E / 80.833°N,93.000°E | Rússia                       | Krai de Krasnoiarsk — Illa Komsomólets, illa Pioner, Illa de la Revolució d'Octubre i l'arxipèlag Sedov, Terra del Nord |
| 79° 24′ N, 93° 0′ E / 79.400°N,93.000°E | Mar de Kara                  | |
| 76° 3′ N, 93° 0′ E / 76.050°N,93.000°E  | Rússia                       | Krai de Krasnoiarsk Tuvà — des 51° 55′ N, 93° 0′ E / 51.917°N,93.000°E |
| 50° 47′ N, 93° 0′ E / 50.783°N,93.000°E | Mongòlia                     | per uns 11 km |
| 50° 41′ N, 93° 0′ E / 50.683°N,93.000°E | Rússia                       | Tuvà — per uns 10 km |
| 50° 36′ N, 93° 0′ E / 50.600°N,93.000°E | Mongòlia                     | |
| 45° 1′ N, 93° 0′ E / 45.017°N,93.000°E  | República Popular de la Xina | Xinjiang Gansu — des de 40° 29′ N, 93° 0′ E / 40.483°N,93.000°E Qinghai — des de 39° 8′ N, 93° 0′ E / 39.133°N,93.000°E Tibet — des de 32° 44′ N, 93° 0′ E / 32.733°N,93.000°E |
| 28° 15′ N, 93° 0′ E / 28.250°N,93.000°E | Índia                        | Arunachal Pradesh — reclamat per República Popular de la Xina · Assam — des de 26° 56′ N, 93° 0′ E / 26.933°N,93.000°E · Mizoram — des de 24° 24′ N, 93° 0′ E / 24.400°N,93.000°E · Manipur — per 5 km des de 24° 9′ N, 93° 0′ E / 24.150°N,93.000°E · Mizoram — des de 24° 6′ N, 93° 0′ E / 24.100°N,93.000°E |
| 22° 4′ N, 93° 0′ E / 22.067°N,93.000°E  | Myanmar (Birmània)           | |
| 19° 54′ N, 93° 0′ E / 19.900°N,93.000°E | Oceà Índic                   | Golf de Bengala |
| 13° 40′ N, 93° 0′ E / 13.667°N,93.000°E | Índia                        | Andaman del Nord i arxipèlag de Ritchie, Illes Andaman |
| 21° 23′ N, 93° 0′ E / 21.383°N,93.000°E | Oceà Índic                   | passa a l'est de l'illa de Car Nicobar, illes Nicobar, Índia (at 9° 10′ N, 92° 50′ E / 9.167°N,92.833°E) · Passa a l'oest de l'illa de Teressa, illes Nicobar, Índia (a 8° 17′ N, 93° 5′ E / 8.283°N,93.083°E)                                                                                                 |
| 60° 0′ S, 93° 0′ E / 60.000°S,93.000°E  | Oceà Antàrtic                | passa a l'oest de l'illa Drygalski, reclamada per Austràlia (a 65° 45′ S, 92° 43′ E / 65.750°S,92.717°E) |
| 66° 33′ S, 93° 0′ E / 66.550°S,93.000°E | Antàrtida                    | Territori Antàrtic Australià, reclamada per Austràlia |